# Tom DeLonge
Thomas Matthew "Tom" DeLonge Jr., född 13 december 1975 i Poway i San Diego County i Kalifornien, är sångare och gitarrist i det amerikanska poppunkbandet Blink-182.
DeLonge drev under 2002, när Blink-182 hade ett uppehåll, ett sidoprojekt tillsammans med Travis Barker, som de kallade Box Car Racer.
Under en period håller DeLonge även på med ett projekt som heter Angels & Airwaves. Han är också en av skaparna till Macbeth Shoe Company och märket Atticus som han skapade med Mark Hoppus i Blink-182.

## Diskografi
Soloalbum
- 2015 – To the Stars... Demos, Odds and Ends

Album med Blink-182
- 1995 – Cheshire Cat
- 1997 – Dude Ranch
- 1999 – Enema of the State
- 2001 – Take Off Your Pants and Jacket
- 2003 – Blink-182
- 2011 – Neighborhoods

Album med Box Car Racer
- 2002 – Box Car Racer

Album med Angels and Airwaves
- 2006 – We Don't Need to Whisper
- 2007 – I-Empire
- 2010 – Love
- 2011 – Love: Part Two
- 2014 – The Dream Walker